# Bülent Ecevit

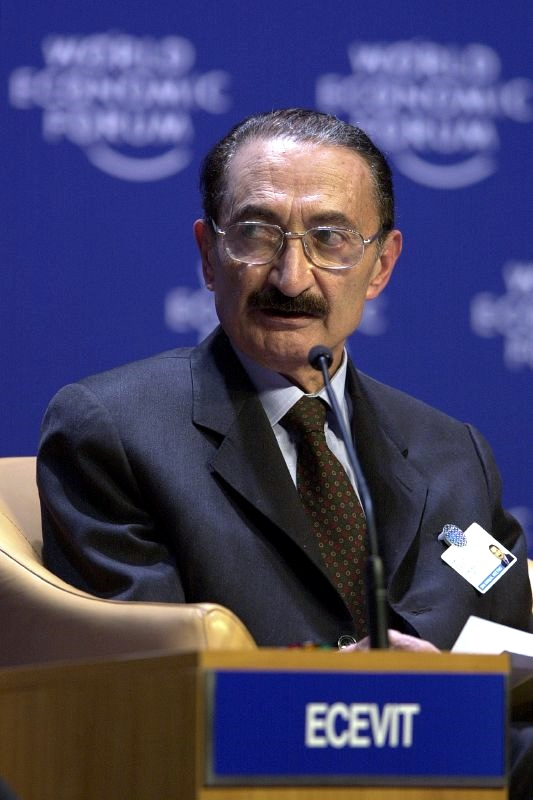
Bülent Ecevit, Weltwirtschaftsforum 2000

Mustafa Bülent Ecevit, Rufname Bülent Ecevit (* 28. Mai 1925 in İstanbul; † 5. November 2006 in Ankara), war ein türkischer Politiker des Demokratischen Sozialismus. Von Haus aus Journalist und Dichter, amtierte er von 1974 bis 2002 insgesamt vier Mal als Ministerpräsident der Republik Türkei.

## Herkunft und frühe Jahre
Sein Vater Ahmet Fahri Ecevit stammte aus der Provinz Kastamonu. Er war Professor für Forensische Medizin an der Universität Ankara und von 1943 bis 1950 Abgeordneter der Republikanischen Volkspartei (CHP); seine Mutter Fatma Nazlı zählte zu den ersten Frauen in der Türkei, die als selbständige Malerinnen arbeiteten.
Bülent Ecevit besuchte bis 1944 das englischsprachige Robert College in Istanbul, eine Elitenanstalt. Danach begann er an der Universität Ankara ein Magisterstudium in Rechtswissenschaft, dann in Anglistik, schloss aber beides nicht ab. 1946 heiratete er Rahşan Aral (1923–2020), die er auf dem Robert College kennengelernt hatte.
1944 begann Ecevit als Übersetzer beim Presse- und Informationsamt zu arbeiten. Im Jahr 1946 ging er als Presse-Attaché zur türkischen Botschaft in London. Nach seiner Rückkehr 1950 wurde er Redakteur der CHP-Parteizeitung Ulus, ferner schrieb er für die Zeitschrift Forum. 1955 gelangte er mit Hilfe eines Stipendiums des US-Außenministeriums zum Winston-Salem Journal and Sentinel in North Carolina, wo er einige Monate als Gastjournalist tätig war. 1957 ging er ein zweites Mal in die USA, diesmal als Stipendiat der Rockefeller Foundation und forschte an der Harvard-Universität acht Monate lang auf den Gebieten Naher Osten und Sozialpsychologie. In dieser Zeit lernte er Henry Kissinger kennen, der damals das Harvard Center for International Affairs leitete.

## Politische Karriere

### Anfänge und Aufstieg (1957–1972)
1955 war Ecevit der einst von Mustafa Kemal Atatürk gegründeten Republikanischen Volkspartei beigetreten.
Bei der Parlamentswahl 1957 wurde er zum Abgeordneten gewählt, was er bis 1980 und dann noch einmal von 1991 bis 2002, insgesamt 34 Jahre lang, bleiben sollte – zunächst für die Provinz Ankara, dann lange Zeit für Zonguldak, schließlich für Istanbul.
1961 berief ihn sein Mentor İsmet İnönü, der engste Weggefährte des Staatsgründers Atatürk, zum Minister für Arbeit. Nach der Wahlniederlage der CHP bei der Parlamentswahl 1965 begann Ecevit, Kolumnen für die Tageszeitung Milliyet zu schreiben, was er einige Jahre lang fortsetzte.
1966 wurde Ecevit Generalsekretär der CHP. In dieser Funktion trug er maßgeblich dazu bei, dass sich die einstige Staatspartei als Partei „links der Mitte“ neu definierte. Diese Neuorientierung folgte politischen Überzeugungen, war aber auch eine Reaktion auf den Wahlerfolg der Arbeiterpartei der Türkei (TİP). Bei der programmatischen Neuorientierung vermied Ecevit das Wort Sozialdemokratie; auf keinen Fall wollte er diese als Abkehr vom Kemalismus verstanden wissen, sondern als dessen Fortentwicklung.
Als erster CHP-Generalsekretär besuchte Ecevit jeden einzelnen Landkreis, um den Parteiapparat kennenzulernen und für die Neuausrichtung zu werben. İnönü unterstützte die Linkswende, während der vom Abgeordneten Turhan Feyzioğlu angeführte rechte Parteiflügel dagegen kämpfte. Auf einem Parteitag im April 1967 setzten sich İnönü und Ecevit durch; ihre innerparteilichen Widersacher verließen die CHP und gründeten die Republikanische Vertrauenspartei (CGP).
Nach dem Militärputsch vom März 1971 überwarf sich Ecevit mit seinem langjährigen Mentor İnönü. Dieser war dagegen, dass sich die Partei offen gegen den Putsch und die von den Putschisten eingesetzte Erim-Regierung stellen sollte. Ecevit hingegen meinte, eine solche Haltung sei unvereinbar mit einer Politik der „linken Mitte“. Auf dem Parteitag im Mai 1972 drohte İnönü mit seinem Rücktritt, falls die Partei ihm nicht folgen sollte. Er erklärte: „Entweder ich oder Bülent!“ Nachdem der von Ecevits Gefolgsleuten dominierte Parteivorstand die Vertrauensfrage mit 507 von 709 Delegiertenstimmen gewonnen hatte, trat İnönü als Parteichef zurück. Am 14. Mai 1972 wurde Ecevit zu seinem Nachfolger gewählt. Er war der erste Politiker der türkischen Geschichte, der siegreich aus einem innerparteilichen Machtkampf hervorging.

### Ministerpräsident und Oppositionsführer (1972–1980)

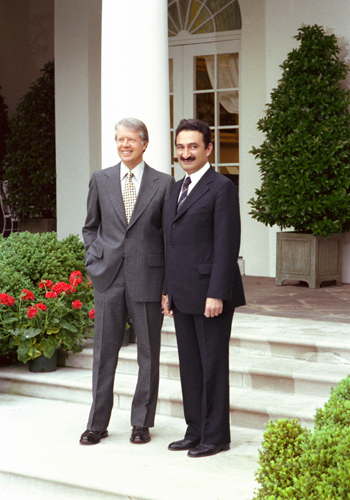
Ecevit und US-Präsident Jimmy Carter im Weißen Haus, 31. Mai 1978

Kurz nach seiner Wahl zum Parteichef gründete Ecevit die Zeitschrift Özgür İnsan („Freier Mensch“), als deren Chefautor er zeitweilig wirkte. Bis zu ihrer Einstellung 1978 arbeiteten darin politische und intellektuelle Weggefährten an der programmatischen Neuausrichtung der CHP; zu den Autoren zählten Deniz Baykal, Yusuf Kenan Bulutoğlu, Erol Çevikçe, Erhan Işıl, Nusret Fişek, Cahit Kayra, Orhan Koloğlu und Muhittin Taylan.
Aus der Parlamentswahl im Oktober 1973 ging die CHP mit 33,3 Prozent der Stimmen als stärkste Partei hervor. Die Koalitionsverhandlungen gestalteten sich als schwierig; am Ende verständigte sich die CHP auf die Bildung einer Regierung mit der islamistischen Nationalen Heilspartei (MSP) von Necmettin Erbakan. Am 26. Januar 1974 wurde Bülent Ecevit mit den Stimmen der CHP und MSP erstmals zum Ministerpräsidenten gewählt.
Als Reaktion auf den von der griechischen Militärjunta initiierten Putsch in Zypern entsandte Ecevit im Juli 1974 türkische Truppen, die mit der Operation Attila den Norden und Osten der Insel einnahmen. Auf diesem Territorium wurde neun Jahre später die Türkische Republik Nordzypern ausgerufen, die jedoch keine internationale Anerkennung fand. Die Anwesenheit türkischer Truppen dauert bis in die Gegenwart fort.
Im November 1974 zerbrach die Koalition mit der MSP über das weitere Vorgehen in der Zypernfrage sowie über eine Amnestie für die politischen Gefangenen des Militärputsches, die Ecevit gegen den Willen seines Koalitionspartners verfügte. Die Nachfolge als Ministerpräsident trat Süleyman Demirel an, mit dem sich in den folgenden Jahren in den Rollen als Regierungschef und Oppositionsführer mehrfach abwechseln sollte. Demirel bildete eine Koalition bestehend aus seiner Gerechtigkeitspartei (AP), der islamistischen MSP, der rechtsextremen Partei der Nationalistischen Bewegung (MHP) sowie der CHP-Abspaltung CGP, die als „Erste Regierung der Nationalistischen Front“ in die türkische Geschichte einging.
Nach dem Massaker vom 1. Mai 1977 am Taksim-Platz in Istanbul sprach Ecevit von einer „Tat der Konterguerilla“. Es war das erste Mal, dass ein türkischer Spitzenpolitiker von der Existenz eines Tiefen Staates sprach.
Wenige Wochen nach dem Massaker am Taksim-Platz, am 29. Mai 1977, wurde am Flughafen Çiğli in Izmir ein Mordanschlag auf Ecevit verübt. Seit 1973 waren dem sechs versuchte Attentate vorausgegangen, zwei weitere folgten 1978 bzw. 2000. Doch der Anschlag in Çiğli erfolgte unter mysteriösen Umständen: Wie sich herausstellte, war die Kugel, mit der auf Ecevit geschossen wurde und die nicht ihn, aber einen Begleiter verletzte, ein mit Gift präpariertes Fabrikat. Die dazu gehörige Waffe war in der Türkei nur im Besitz des am Generalstab angesiedelten Büros für Besondere Kriegsführung. Der Attentäter, ein Polizist, wurde gefasst, aber nie angeklagt.
Vier Tage danach hatte die CHP am Taksim-Platz ihre Kundgebung zum Wahlkampfabschluss geplant. Ministerpräsident Demirel riet Ecevit davon ab, die Kundgebung abzuhalten, da die Sicherheit nicht gewährleistet werden könne. Ecevit erklärte darauf, dass kein Parteimitglied und keine Anhänger zum Taksim-Platz kommen sollten, dass er aber allein mit seiner Frau Rahşan die Kundgebung wie geplant durchführen werde. Diese Antwort beeindruckte viele Menschen; anstatt nur mit seiner Frau hielt er am 3. Juni 1977 die Kundgebung mit mehreren hunderttausend Menschen ab. Die Veranstaltung verlief friedlich.
Bei der Parlamentswahl zwei Tage darauf erreichte die CHP 41,4 Prozent der Stimmen – das beste Ergebnis, das sie jemals bei einer freien Wahl erreichen konnte und zugleich das beste Ergebnis, das die türkische Linke in ihrer Geschichte je erzielt hat. Für eine Mehrheit im Parlament fehlten der CHP allerdings elf Sitze. Staatspräsident Fahri Korutürk beauftragte Ecevit mit der Bildung einer Übergangsregierung, die im Juni und Juli amtierte. Doch der Versuch, eine Minderheitsregierung zu bilden, scheiterte Ende Juli 1977 im Parlament. Daraufhin bildete Demirel die zweite „Regierung der Nationalistischen Front“.
Im Dezember 1977 traf sich Ecevit mit zwölf unzufriedenen Abgeordneten von Demirels Gerechtigkeitspartei zu einem geheimen Treffen im Güneş Motel in Istanbul. Er versprach ihnen Ministerposten, falls sie ein Misstrauensvotum unterstützen. Durch diesen später als „Güneş-Motel-Affäre“ genannten Zug gelang es Ecevit, Demirel zu stürzen. Sein Ruf als tadelloser, nicht in Korruption verwickelter Politiker aber erholte sich nie ganz von dieser Affäre. In der Parlamentsabstimmung vom 5. Januar 1978 wurde Ecevit zum dritten Mal Ministerpräsident und blieb es, bis im November 1979 Zwischenwahlen in einigen Provinzen stattfanden, bei denen die CHP ihren Vorsprung an Mandaten einbüßte.
Ende 1978 verhängte Ecevit in den vorwiegend kurdisch besiedelten Gebiete im Südosten sowie in Ankara und Istanbul das Kriegsrecht. Anlass war das Pogrom von Kahramanmaraş, das sich gegen die alevitische Bevölkerungsgruppe richtete und dem eine Reihe weiterer blutiger politischer Unruhen vorausgegangen war. Nach dem Militärputsch vom September 1980 wurde das Kriegsrecht auf das ganze Land ausgedehnt und erst 1987 aufgehoben; im Südosten setzte es sich als Ausnahmezustand sogar bis 2002 fort.
Mit Unterstützung der Gewerkschaften, linksorientierter Organisationen und Intellektueller war es Ecevit gelungen, in den 1970er-Jahren zwei Wahlen zu gewinnen. Er unterstützte großzügige Sozialprogramme, befürwortete einen großen Einfluss des Staates in der Wirtschaft und setzte sich für hohe Schutzzölle gegen Dumpingimporte ein. Mit dieser Programmatik, aber auch mit seinem Charisma, war es ihm gelungen, die einst von Offizieren und Bürokraten gegründete und geführte Staatspartei zu einer sozialdemokratischen Partei umzuformen. Sein Spitzname „Karaoğlan“ („Der schwarze Junge“) war einer Comicfigur entlehnt und eine Anspielung auf seine schwarzen Haare, die er bis ins hohe Alter färbte. In dem Spitznamen drückte sich aber auch eine Verbundenheit zu breiten Volksschichten aus.

### Verfolgung und Rückkehr (1980–2002)
Nach dem Putsch 1980 wurde Ecevit zunächst im Landkreis Gelibolu unter Hausarrest gestellt, schließlich, so wie Demirel und die anderen politischen Führer der Vorputschzeit, verhaftet. Anfang 1981 wurde er aus der Haft entlassen, allerdings mit einer Ausreisesperre belegt. Im Februar 1981 gründete er die Wochenzeitung Arayış („Suche“), die mit logistischer Hilfe der Milliyet erschien und in einer Auflage von 100.000 Exemplaren gedruckt wurde. Wegen eines Artikels in Arayış wurde Ecevit im Dezember 1981 erneut verhaftet und verbrachte zwei Monate im Gefängnis; bald darauf wurde die Zeitung verboten. Von April bis Juni 1982 verbrachte Ecevit wegen eines Interviews mit der norwegischen Tageszeitung Aftenposten erneut zwei Monate im Gefängnis. Der Vorwurf lautete, er habe das Ansehen der Türkei beschädigt.
Im Entwurf für eine neue Verfassung hatten die Putschisten für Ecevit und die übrigen Parteiführer der 1970er-Jahre ein zehnjähriges Politikverbot vorgesehen. Im Referendum vom November 1982, das unter der Atmosphäre des Putsches abgehalten wurde, wurde die Verfassung mit großer Mehrheit angenommen. Erst 1987 wurde der Übergangsartikel 4, der die Politikverbote regelte, in einem erneuten Referendum mit einer knappen Mehrheit von 50,2 Prozent der Stimmen abgeschafft.
Nach der Aufhebung des Betätigungsverbots übernahm Ecevit den Vorsitz der Demokratischen Linkspartei (DSP), die seine Frau Rahşan 1985 gegründet hatte. Die Partei wurde weitgehend vom Ehepaar Ecevit dominiert. Bis zur Jahrtausendwende konkurrierte die DSP mit der Sozialdemokratischen Populistischen Partei (SHP) bzw. ab 1995 mit der CHP um die Gunst der Wähler links der Mitte. Ausschlaggebend für diese Spaltung der gemäßigten Linken in den 1980er- und 1990er-Jahren waren eher persönliche Animositäten als politische Differenzen, ähnlich wie bei der damaligen Spaltung der gemäßigten Rechten in die Mutterlandspartei (ANAP) und die Partei des Rechten Weges (DYP).

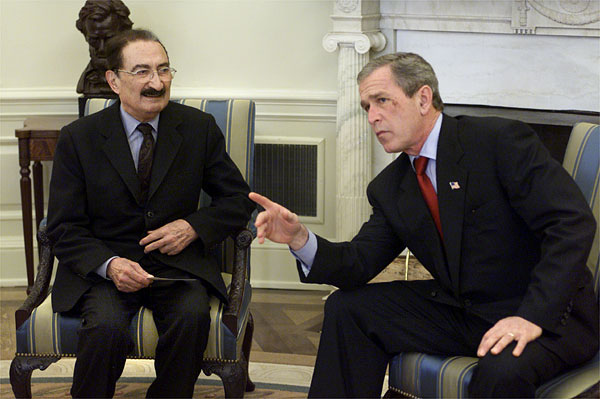
Bülent Ecevit und George W. Bush, 16. Januar 2002

Nach der Militärintervention vom Februar 1997, mit der die Koalitionsregierung von Tansu Çiller und Necmettin Erbakan aus dem Amt gedrängt wurde, trat Ecevits DSP im Juni einem von Mesut Yılmaz (ANAP) sowie Abtrünnigen aus Çillers DYP gebildeten Regierungsbündnis bei. Ecevit wurde stellvertretender Ministerpräsident. Nach dem Scheitern dieser Koalition im Januar 1999 bildete die DSP eine von Ecevit angeführte Minderheitsregierung, die das Land übergangsweise vier Monate lange führte.
Aus der Parlamentswahl im April 1999 ging die DSP mit 22,2 Prozent als stärkste Partei hervor. Ecevit bildete eine Koalition mit der ANAP und der rechtsextremen MHP und wurde zum fünften und letzten Mal Ministerpräsident.
In dieses Jahr fielen zwei wichtige politische Ergebnisse: Im Februar, noch unter der Alleinregierung Ecevit, wurde Öcalan, Anführer der verbotenen Arbeiterpartei Kurdistans (PKK), von türkischen Sicherheitskräften gefasst. Im November 1999 bestätigte der Kassationshof das Todesurteil gegen Öcalan. Im Januar 2000 erklärte die Ecevit-Regierung im Anschluss an eine Kabinettssitzung, dass Öcalans Einspruch vor dem Europäischen Gerichtshof für Menschenrechte keine aufschiebende Wirkung haben werde. Dennoch wurde das Todesurteil nicht vollstreckt und schließlich, nachdem das Parlament im August 2002 eine Verfassungsänderung beschlossen hatte, mit der die Todesstrafe für Friedenszeiten abgeschafft wurde, in eine lebenslange Haftstrafe umgewandelt.
Die Abschaffung der Todesstrafe hatte mit einem anderen bedeutenden Ergebnis der letzten Ecevit-Regierung zu tun: Auf dem EU-Gipfel im Dezember 1999 in Helsinki wurde die Türkei 36 Jahre nach dem Assoziierungsabkommen und zwölf Jahre nach dem Mitgliedschaftsantrag offiziell als Beitrittskandidat anerkannt. In den 1970er-Jahren hatte Ecevit einem türkischen EU-Beitritt skeptisch gegenüber gestanden; nun sprach er sich unter bestimmten Bedingungen dafür aus.
Das Ende von Ecevits letzter Amtszeit wurde am 7. Februar 2001 eingeleitet, als er sich mit Staatspräsident Ahmet Necdet Sezer überwarf, den er zwei Jahre zuvor selbst in dieses Amt befördert hatte. Anlass war ein heftiger Streit über die Befugnisse einer Aufsichtsbehörde. Ecevit machte diesen unter Ausschluss der Öffentlichkeit ausgetragenen Streit auf einer Pressekonferenz öffentlich, was zunächst einen Börsencrash und dann eine schwere Wirtschaftskrise auslöste. Hunderttausende Menschen verloren im Folgenden ihre Arbeitsplätze, viele machten dafür die Ecevit-Regierung verantwortlich.
Die Regierung bekam die Krise nicht in den Griff; schließlich erklärte der MHP-Vorsitzende Devlet Bahçeli am 7. Juli 2002 die Koalition für beendet. Damit wurden Neuwahlen fällig. Am folgenden Tag verkündeten Außenminister İsmail Cem, ein Weggefährte seit den 1960er-Jahren, und der stellvertretende Regierungschef Hüsamettin Özkan, der lange als Ecevits rechte Hand gegolten hatte, ihren Austritt aus der Partei. Eine Reihe von DSP-Abgeordneten schlossen sich ihrer neugebildeten Partei der Neuen Türkei an. Auch der frühere Weltbank-Manager Kemal Derviş, den Ecevit als Krisenmanager ins Kabinett geholt hatte, trat zurück.
Zusätzlich zu dieser politischen und wirtschaftlichen Krise war Ecevit gesundheitlich angeschlagen. Trotzdem trat er im Wahlkampf noch einmal an. Bei seinen Auftritten war ihm seine schlechte gesundheitliche Verfassung sichtbar anzumerken.
Die Parlamentswahl am 2. November 2002 endete mit einem Sieg der erstmals angetretenen Partei für Gerechtigkeit und Entwicklung (AKP), während die DSP von 22,1 Prozent auf 1,2 Prozent zurückfiel. Neuer Ministerpräsident wurde Abdullah Gül und bald danach, nach der Aufhebung seines Politikverbots, Recep Tayyip Erdoğan.
Trotz dieser Wahlniederlage blieb Ecevit Vorsitzender der DSP und trat erst im Juli zurück, als er aus gesundheitlichen Gründen dieses Amt dauerhaft nicht mehr ausüben konnte.

## Tod und Begräbnis

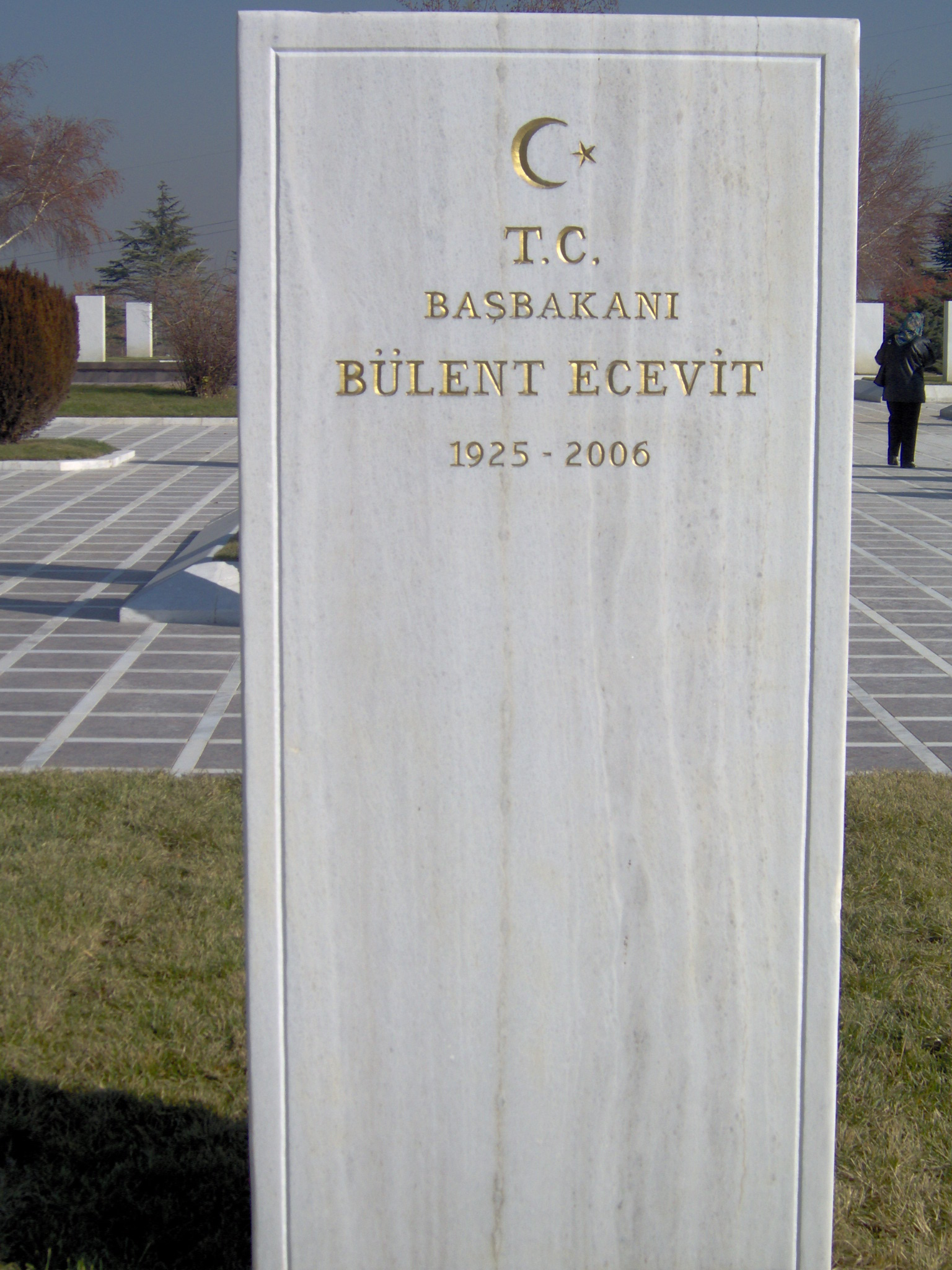
Das Grabmal Ecevits

Am 19. Mai 2006 erlitt Ecevit einen Schlaganfall und lag über einen Monat im Koma. Er verstarb am 5. November 2006 im Alter von 81 Jahren in Ankara. Er hinterließ seine Ehefrau Rahşan, die ihm jahrzehntelang auch in politischer Hinsicht zur Seite gestanden hatte. Das Ehepaar Ecevit blieb kinderlos.
An seinem Begräbnis am 11. November 2006 nahmen mehr als hunderttausend Menschen Abschied von Bülent Ecevit. Hinzu kamen noch einmal nahezu eine Million Trauernde, die in allen 81 Provinzen seiner gedachten. Die gesamte Staatsführung und führende Vertreter der Armee sowie der im Parlament vertretenen Parteien versammelten sich bei seiner Beisetzung auf dem Türkischen Staatsfriedhof in Ankara. Der Friedhof war bis dahin ausschließlich für Staatspräsidenten und hochrangige Waffengefährten des Republikgründers Mustafa Kemal Atatürk reserviert.

## Literarisches und publizistisches Schaffen
Ecevit veröffentlichte zwölf politische Sachbücher, darunter die programmatischen Schriften Ortanın Solu („Links der Mitte“, 1966) und Bu düzen değişmelidir („Diese Ordnung muss sich ändern“, 1968). Er verfasste Gedichte, die verstreut in Zeitschriften und mehreren Gedichtbänden erschienen. Im Jahr 2005 erschienen seine gesammelten Gedichte unter dem Titel Bir Şeyler Olacak Yarın („Morgen wird etwas passieren“) im Verlag Doğan. Werner Thönnessen vom Internationaler Metallgewerkschaftsbund berichtet von einem Treffen, dass er und seine Frau Deutsch sprachen und gastfreundlich waren.
Ferner übersetzte er unter anderem Werke von T. S. Eliot, Rabindranath Tagore, Ezra Pound und Bernard Lewis ins Türkische.